# Finida
Finida – wieś w Chorwacji, w żupanii istryjskiej, w mieście Umag. W 2011 roku liczyła 383 mieszkańców.